# Gemeentelijk Gymnasium (Hilversum)
Het Gemeentelijk Gymnasium is een categoraal gymnasium te Hilversum. Het gymnasium werd opgericht op 6 september 1913 en had begin 2013 955 leerlingen.

## Geschiedenis
Gedurende het grootste deel van het bestaan van de school was ze gevestigd in een pand aan de Schuttersweg, gebouwd in 1913. Het gebouw werd in 1921 en 1927 uitgebreid volgens ontwerpen van Dudok, de toenmalige gemeentearchitect van Hilversum. Met de veranderingen in het onderwijs door de jaren heen volgden nog meerdere uitbreidingen en veranderingen aan het gebouw.
Bij de invoering van de Tweede fase moest er ook meer ruimte geschapen worden voor zelfstudie en zelfstandig werken voor de leerlingen. In 2001 werd dan ook een gebouw aan de Vaartweg (vroeger in gebruik als Gooise M.T.S.) betrokken, eerst tijdelijk, om verbouwing van het oude pand mogelijk te kunnen maken. Plannen voor een ingrijpende verbouwing van het gebouw aan de Schuttersweg liepen echter spaak, waarna de vestiging van het gymnasium aan de Vaartweg definitief werd.

### Uitbreiding
In 2006 werd er achter het hoofdgebouw een nieuwe gymzaal opgeleverd, in dit gebouw is ook de Tafeltennisclub TTV Hilversum gevestigd. Nadat het voor de school ook te krap was geworden, kwam er een extra schoolgebouw bij voor eersteklassers, maar ook voor de kunstvakken drama, muziek en beeldende vorming, dicht bij de Vaartweg, aan de Badhuislaan, waarvan voor het eerst gebruik werd gemaakt in 2013. Dit gebouw heet nu Balneum, wat badhuis betekent in het Latijn. Dit refereert aan de straatnaam. Voordat er gebruik werd gemaakt van deze uitbreiding aan de Badhuislaan, werden tijdelijke noodlokalen vlak bij de school gebouwd. Deze werden in 2013 weggehaald. Nadat de school nogmaals ruimtetekort kreeg, zijn er in de winter van 2014-2015 twee nieuwe tijdelijke noodlokalen gebouwd. Deze staan op een andere locatie dan de oude noodlokalen, maar eveneens bij het hoofdgebouw aan de Vaartweg. In de zomer van 2016-2017 werden er nog twee andere noodlokalen op de twee oudere noodlokalen neergezet nadat er weer ruimtetekort was.

## Bekende oud-leerlingen
- Micky Adriaansens (1964), politica (VVD)
- Laura van Baars (1980), onderzoeksjournaliste
- Barre Bouman (1970), klarinettiste
- Roel Coutinho (1946), arts, microbioloog
- Anne Fleur Dekker (1994), journaliste
- Joris Demmink (1948), topambtenaar
- Eelco Eerenberg (1984), politicus (D66)
- Bert Eikelboom (1947), hoogleraar vaat- en transplantatiechirurgie
- Pieter Geelen (1964), mede-oprichter TomTom
- Paolo Giacometti (1970), (pianist)
- Rijkman Groenink (1949), bankier
- Michiel Hegener (1952), journalist, redacteur, fotograaf en cartograaf
- Alexander Heldring (1939), diplomaat
- Hans Hillen (1947), politicus (CDA)
- Arthur Jussen (1996), pianist
- Lucas Jussen (1993), pianist
- Hans Katan (1919-1943), verzetsstrijder
- Annechien Koerselman (1976), theaterregisseur en toneelschrijver
- Kasper van Kooten (1971), acteur, cabaretier, musicus en presentator (eindexamen aan het Alberdingk Thijm College te Hilversum)
- Kim van Kooten (1974), actrice en scenarioschrijfster (eindexamen aan het Alberdingk Thijm College te Hilversum)
- Frank van de Laar (1965), pianist
- Thijs van Leer (1948), toetsenist en fluitist
- Wouter Otto Levenbach beter bekend als Dave (1944), zanger Franse chansons
- Joris Luyendijk (1971), journalist, publicist en presentator
- Veronique Meester (1995), roeister
- Chazia Mourali (1963), presentatrice
- Cees Nooteboom (1933), schrijver
- Willem Jan Otten (1951), schrijver/dichter
- Owen Schumacher (1967), tekstschrijver, stand-upcomedian, presentator en jurist
- Peter Pannekoek (1986), cabaretier en tekstschrijver
- Floris Rost van Tonningen (1977), ondernemer (mede-oprichter Hyves)
- Manon Sikkel (1965), psychologe, journaliste, publiciste en kinderboekenschrijfster
- Mabel Wisse Smit (1968), econome, vredesactiviste en lid van de Koninklijke Familie
- Raymond Spanjar (1977), ondernemer (mede-oprichter Hyves)
- Jeroen Tjepkema (1970), nieuwslezer
- Jacoline Vinke (1962), schrijfster
- Eva Vlaardingerbroek (1996), politica (ex-FVD) en rechtsfilosofe
- Piet van der Weijden (1966-2008), journalist
- Hans Wiegel (1941-2025), politicus (VVD)

## Chinees
Het Gemeentelijk Gymnasium is een van de weinige scholen in Nederland die Chinees onderwijst Vanaf 2018 kan examen worden gedaan.